# El May
El May (arabe : الماي) est un village tunisien situé à neuf kilomètres d'Houmt Souk, chef-lieu de l'île de Djerba, et à onze kilomètres de Midoun auquel il est rattaché administrativement en tant qu'arrondissement.
Ce dernier, qui compte 9 131 habitants en 2004, est divisé en deux districts, El May et Robbana, couvrant une superficie de 34,30 km2.